# Santi Freixa
Santiago Freixa i Escudé, vooral bekend onder de naam Santi Freixa, (Terrassa, 13 februari 1983) is een Spaanse ex-hockeyspeler die uitkwam voor Amsterdam en het Spaanse nationale team. Freixa was een aanvaller en heeft sinds zijn debuut voor het Spaanse team in 2000 onder andere de Champions Trophy en het EK gewonnen. In 2004 werd Freixa tot Jonge Speler van het Jaar uitgeroepen door de wereldhockeybond.
Van 2016-2019 is hij coach van het eerste damesteam van Kampong. Daarna werd hij hoofdcoach van Amsterdam Heren 1 door Graham Reid op te volgen

## Onderscheidingen
- 2004 – FIH Junior Player of the World
- 2011 – Beste speler Champions Trophy